# یواس‌اس توپکا (پی‌جی-۳۵)
یواس‌اس توپکا (پی‌جی-۳۵) (به انگلیسی: USS Topeka (PG-35)) یک کشتی بود که طول آن ۲۵۹ فوت ۴ اینچ (۷۹٫۰۴ متر) بود. این کشتی در سال ۱۸۸۱ ساخته شد.